# Andisiwe Mgcoyi
Andisiwe Mgcoyi, née le 16 juin 1988 à Johannesbourg, est une footballeuse internationale sud-africaine. Elle évolue au poste d'attaquante aux Mamelodi Sundowns.

## Biographie
Lors de la saison 2012-2013, elle signe en Slovaquie au FC Union Nové Zámky, et remporte le championnat en terminant meilleure buteuse. Elle découvre ainsi la Ligue des champions la saison suivante. Elle rejoint ensuite le Dorogi Diófa en Hongrie.
En 2017, elle part en Allemagne pour un prêt de six mois au 1. FC Sarrebruck en deuxième division.
Andisiwe Mgcoyi rejoint le KF Apolonia Fier en Albanie avec sa compatriote Zanale Nhlapo pour la saison 2019-2020, mais les compétitions sont abandonnées à cause du covid-19. Elle signe ensuite au KFF Mitrovica, y remporte la coupe du Kosovo, mais l'expérience tourne mal et elle se plaint de mauvais traitements.
Elle revient alors chez les Mamelodi Sundowns, avec qui elle remporte le championnat d'Afrique du Sud en terminant meilleure buteuse avec 27 réalisations. Elle inscrit notamment un sextuplé face aux Ma-Indies lors de la dernière journée. En Ligue des champions africaine, elle inscrit un but en finale face aux Hasaacas, est nommée femme du match et remporte le trophée de championne d'Afrique.
Avec l'équipe d'Afrique du Sud, elle participe aux Jeux olympiques de Londres en 2012, puis aux coupes d'Afrique 2012 et 2016.
Andisiwe Mgcoyi organise chaque année un tournoi féminin pour les moins de 15 ans et les moins de 17 ans.

## Palmarès

### En club
Union Nové Zámky
- Championnat de Slovaquie
  - Championne : 2012-2013, 2013-2014, 2014-2015

 KFF Mitrovica
- Championnat du Kosovo
  - Championne : 2020-2021
- Coupe du Kosovo
  - Vainqueure : 2021

 Mamelodi Sundowns
- Championnat d'Afrique du Sud
  - Championne : 2021, 2022
- Ligue des champions de la CAF
  - Championne : 2021
  - Finaliste : 2022

### En sélection
Afrique du Sud
- Coupe d'Afrique des nations
  - Finaliste : 2012

### Récompenses individuelles
- Meilleure buteuse du Championnat d'Afrique du Sud en 2021